# Craniaal
Craniaal (Latijn: cranium, schedel) is de plaatsaanduiding van een lichaamsonderdeel op de romp aan de kant van het hoofd. Het tegenovergestelde van craniaal is caudaal.
superior · inferior · anterior · posterior 

craniaal · rostraal · caudaal 

proximaal · distaal 

ventraal · dorsaal · lateraal · mediaal
coronaal · sagittaal · mediaan · transversaal 

nasaal · temporaal · occipitaal 

contralateraal · ipsilateraal · bilateraal · unilateraal 

afferent · efferent